# Morales de Valverde (kommunhuvudort)
Morales de Valverde är en kommunhuvudort i Spanien.   Den ligger i provinsen Provincia de Zamora och regionen Kastilien och Leon, i den nordvästra delen av landet, 250 km nordväst om huvudstaden Madrid. Morales de Valverde ligger 732 meter över havet och antalet invånare är 266.
Terrängen runt Morales de Valverde är platt. Runt Morales de Valverde är det glesbefolkat, med 8 invånare per kvadratkilometer. Närmaste större samhälle är Benavente, 19,2 km öster om Morales de Valverde. Omgivningarna runt Morales de Valverde är i huvudsak ett öppet busklandskap.